# کلوب (وبگاه)
کلوب (به انگلیسی: cloob) وب‌گاهی ایرانی بود که در یکم دی ماه ۱۳۸۳ به عنوان یک شبکه اجتماعی راه اندازی شد و ۱۵ مرداد ۱۴۰۰ به فعالیت خود پایان داد.
این تارنما امکان ارتباط ایرانیان جهت تبادل اطلاعات، نیازها، کالا و خدمات، آشنا شدن با همکاران، دوستان قدیمی و… را پدیدمی‌آورد. کلوب که ابتدا از طراحی گرافیکی مشابه وبگاه اورکات استفاده می‌کرد، سرانجام در ۲۶ تیر ۱۳۸۵ طراحی گرافیکی جدید خود را ارائه کرد.

## آمار
وبگاه کلوب طبق آخرین آمارهای اعلام شده بیشتر از ۲میلیون و ۶۰۰ هزار کاربر دارد. همچنین در هفته حدود ۱۳۰ هزار ورود مستقل به وبگاه و در ماه حدود ۷۰۰ هزار ساعت گردش داخلی در وبگاه انجام می‌شود.

## فعالیت
کلوب به علت ماهیتش (شبکه اجتماعی همچون اورکات و فیسبوک و مای اسپیس) از طرف برخی مسئولان و مذهبیون در ایران مورد نقد و نکوهش بود. با رشد کاربران همین‌طور افزایش مطالب اعتراضی علیه تبعیض‌ها و مسائل اقتصادی و فرهنگی و سیاسی، موضوع به کام مسئولان خوش نیامد و فشار بر مدیریت این شبکه اجتماعی افزوده شد و تهدید به اعمال فیلترینگ شد.

اما مدیریت آن زمان کلوب این اعمال زور را نپذیرفت و در نتیجه شبکه کلوب همزمان با اعتراضات در سال ۱۳۸۹ فیلتر شد و مدیرش نیز به دادگاه کشیده شد.
پس از یکسال کلوب از فیلتر خارج شد، اما هم اعتمادها به این شبکه اجتماعی کم شد و از طرفی مردم توییتر و فیس بوک را می‌خواستند که آزادانه تر می‌توانستند فعالیت کنند. اینجا نقطه عطف فیلترشکن‌ها بود. مردم فیلتر را دور زدند و به فیس بوک و توییتر رسیدند و کلوب خالی تر شد.

## تعطیلی
در دور جدید فعالیت این تارنما، ۸۰٪ از سهام شبکه اجتماعی کلوب به شرکت «رسانه فروردین» فروخته شد و این مجموعه با مدیریت سیامک سرمدی، احسان نظری عهده‌دار مسئولیت نگهداری و توسعه سایت کلوب شد.
سر انجام شبکه اجتماعی کلوب فعالیت خود را از ۱۵ مرداد ۱۴۰۰ پایان داد و دلیل بسته شدن کلوب، قدیمی شدن نرم‌افزار و نداشتن دلیل و انگیزه بود. کلوب از کاربران خود خواست تا اطلاعات خود را تا ۱ ماه دیگر به دلیل پاک شدن اطلاعات بردارند.